# T.I.
Кліффорд Джозеф Гарріс-молодший (англ. Clifford Joseph Harris Jr.; 25 вересня 1980 року, Атланта, Джорджія, США), відоміший під сценічним ім'ям T. I. або T. I. P. — американський репер, актор і продюсер хіп-хоп-музики. Гарріс є одним із найпродаваніших хіп-хоп виконавців усіх часів, а також знаний як один із піонерів хіп-хоп піджанру треп-музики.

## Біографія
Спочатку писав тексти для інших реперів, виступав разом з командою P$C (Pimp Squad Click). 2003 року був засуджений до трьох років ув'язнення за зберігання наркотиків. У травні 2006 року, коли відвідував Цинциннаті, потрапив в перестрілку, під час якої вогнепальні поранення отримали чотири людини з його супроводу, один з них загинув.
У квітні 2006 року T. I. проголосив себе «Королем Півдня» і випустив альбом «King», який став найкасовішим реп-альбомом року і є найбільш комерційно успішним проєктом лейблу Atlantic Records за останні 15 років.  Сингл «What You Know» з цього альбому досяг 3-го місця в Billboard Hot 100 і журнал Rolling Stone назвав його одним з чотирьох найкращих треків року.
Восени 2006 року репер очолив американські чарти з піснею «My Love», записаної разом з Джастіном Тімберлейком і відзначеній премією «Греммі» за кращий реп-виконання в дуеті. Заснував кінокомпанію Grand Hustle Films та дебютував як актор у фільмі «ATL» (2006).

### 2001— I'm Serious
У жовтні T. I. випускає свій дебютний альбом «i'm Serious», однак ця платівка не привернула до себе особливої уваги. Альбом розійшовся тиражем більше 163 000 копій. З альбому вийшов єдиний сингл з такою ж назвою «i'm Serious» за участю Bennie Man. Було знято відео для цього синглу але величезного успіху ця композиція не принесла. Продюсер синглу Фаррелл, назвав T. I. як «Jay-Z of The South»

### 2003— Trap Muzik

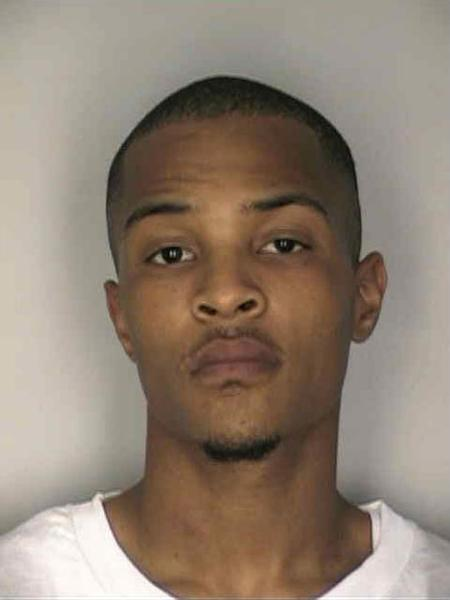
Фотографія, зроблена після арешту репера в Тампі, 2003 рік

Лейбл Atlantic Records звертає увагу на T. I., завдяки чому репер створює свій лейбл Grand Hustle Records під їх супроводом. І вже в серпні випускає свій другий альбом «Trap Muzik» (trap — місце, де торгують наркотиками). Альбом дебютував під № 4 у Billboard 200, було продано 109 000 дисків тільки в перший тиждень. Альбом виявився успішним і до кінця року отримав золотий статус (500 000 копій). Альбом став успішним завдяки хітам «let's Get Away», «Rubberband Man» і «24's». Ці пісні лунали на радіостанціях і в клубах Атланти, а трек «24's» увійшов до саундтреку популярної гри «Need for Speed: Underground».
Невдовзі T. I. отримує тюремний термін на три роки, через порушення умов випробувального терміну, який він отримав ще в 1997 році, коли займався торгівлею наркотиками (тоді він отримав умовний термін). Однак незабаром T. I. був достроково звільнений. Через кілька років диск отримав платиновий сертифікат RIAA (було продано понад 1 млн копій).

### 2004—2005— Urban Legend
У листопаді 2004 року виходить новий альбом репера «Urban Legend». Альбом дебютував на 7-му місці в Billboard 200, було продано 193 000 копій в першу тиждень. В 3-му альбомі T. I. зібрав багато відомих музикантів: Nelly, B.G., Lil Jon, Lil' Kim, Ліл Уейн, Фаррелл, Trick Daddy і бітмейкерів: DJ Toomp, Jazze Pha, Менні Фреш, Скотт Сторч, The Neptunes, Lil Jon, Swizz Beatz. Успіх альбому перевершив успіх попереднього альбому й отримав статус золотого наприкінці року, а в березні 2005 року отримав платиновий сертифікат RIAA. Перший сингл «Bring Em Out», який спродюсував Swizz Beatz, досяг № 9 в чарті Billboard Hot 100 (це було перше потрапляння пісні T. I. в 10-ку Billboard). Другий сингл «U don't Know Me» був номінований на церемонії MTV Video Music Awards як «Кращий реп-відео». Ці дві композиції отримали платиновий статус і T. I. виконав їх наживо на щорічній церемонії BET Awards в 2005 році.
У вересні 2005 року група T. I.-я P$C (Pimp Squad Click) випускає свій перший альбом «25 to Life», який придбали понад 200 000 осіб. Вийшло два сингли — «Do Ya Thang», яка увійшла в саундтрек популярної гри «Need for Speed: Most Wanted» і «i'm A King» за участю південного репера Lil Scrappy, що увійшла в саундтрек фільму Hustle & Flow (продюсером треку був Lil Jon).
У 2006 році відбулася 48-я церемонія «Греммі». T. I. отримав дві перші номінації «Греммі»: «Краще сольне реп-виконання» (пісня «U don't Know Me») і «Кращий реп/пісенне спільне виконання» (пісня «Soldier» з групою «destiny's Child» і Лив Вейном). Також одну з перших номінацій T. I. отримав і від премії American Music Awards 2005 року в категорії «Кращий реп/хіп-хоп альбом».

### 2006— King
У березні виходить 4-й альбом T. I. — «King». Альбом виявився неймовірним проривом у кар'єрі T. I.. Альбом дебютував під № 1 в чарті Billboard 200, було продано 523 407 копій диска в перший тиждень і альбом став найкасовішою реп-платівкою року і є найбільш комерційно успішним проєктом лейблу Atlantic Records за останні 15 років. Платиновий статус альбом отримав вже через місяць. В альбомі були залучені: UGK, Джеймі Фокс, Young Jeezy, Young Buck, Young Dro, Фаррелл, Common, Just Blaze, Менні Фреш, DJ Toomp, Swizz Beatz, The Neptunes. З альбому вийшло 5 синглів: «Front Back» (промо), «What You Know», «Why You Wanna», «Live in the Sky», а також «Top Back». На всі ці пісні були зняті відеокліпи. Найуспішнішим синглом з платівки була пісня «What You Know», яка досягла 3-го місця в Billboard Hot 100 і вона була названа журналом VIBE кращою піснею 2006 року, також трек був названий журналом Rolling Stone одним з чотирьох найкращих треків року. T. I. наживо виконав свій хіт «What You Know» на церемонії BET Awards і MTV Video Music Awards 2006 року. А на церемонії BET Hip-Hop Award 2006 артист виграв у почесних номінаціях: «Hip-Hop CD of the Year», «Hip-Hop MVP of the Year», «Hip-Hop Video of the Year» знову ж таки за «What You Know» і виконав наживо інший свій сингл «Top Back». У травні 2006 після виступу в Цинциннаті був обстріляний автобус артиста. Вогнепальні поранення отримали чотири людини з його супроводу, але один з них загинув.
У листопаді 2006 року відбулася 34-та церемонія нагороджень премії American Music Awards, де T. I. отримав дві номінації: «Кращий реп/хіп-хоп виконавець», але перемогти у номінації не вдалося, її виграв Eminem, і «Кращий реп/хіп-хоп альбом» в якій здобули перемогу The Black Eyed Peas за свій альбом Monkey Business.
У 2007 році відбулася 49-я церемонія «Греммі», де T. I. отримав 2 перші статуетки «Греммі». Його альбом «King» був номінований як «Кращий реп-альбом», а композиція «What You Know» перемогла в номінації «Краще сольне реп-виконання» і була номінована в категорії «Краща реп-пісня». Крім того T. I. і Джастін Тімберлейк на церемонії виконали свій спільний світовий хіт «My Love», який переміг в номінації «Кращий реп-виконання в дуеті» і очолював американський чарт Billboard Hot 100 восени 2006 року протягом 5 тижнів.

### 2007— T.I. vs T.I.P
У липні на прилавках з'являється 5-й альбом «T. I. vs T. I. P». Альбом дебютував на позиції № 1 в Billboard 200 і продався тиражем 468 000 дисків в першу тиждень, чим трохи поступився альбому «King». Працювати над альбомом йому допомагали Jay-Z, Alfa Mega, Баста Раймс, Nelly, Емінем, Вайклеф Жан, Менні Фреш, Lil' C, Danja, Just Blaze і The Runners. Це був перший альбом, де не було продакшну від DJ Toomp. Вийшло лише три сингли: «Big Shit Poppin' (Do It)», «You Know What It Is» і «Hurt». Пісня «Big Shit Poppin' (Do It)» сягнула 9-го місця в Billboard Hot 100 і на церемонії BET Awards 2007 він виконав цю пісню, а також отримав приз як Кращий хіп-хоп-артист". T. I. був номінований на премію MTV Video Music Awards 2007 як «Чоловічий артист року». В день церемонії BET Hip-Hop Awards 2007 T. I. повинен був виконати пісню «Hurt» разом з Баста Раймсом і Alfamega, але не зміг з'з'явитись на концерті, оскільки був заарештований за незаконне придбання зброї. Пісню виконали без нього, але для всіх стало несподіванкою, що T. I. був заарештуваний. На цій церемонії він переміг у номінації «Кращий рингтон» («Big Shit Poppin' (Do It)»). А от приз «CD року» отримав не тільки він, а ще й Common.
2007 рік був вдалим і на перші нагороди від премії American Music Awards, T. I. отримав відразу дві: «Кращий реп/хіп-хоп альбом» і «Кращий реп/хіп-хоп виконавець».
У 2008 році Кліффорд був номінований на три нагороди «Греммі»: «Краще сольне реп-виконання» («Big Shit Poppin' (Do It)»), «Краща реп-пісня» («Big Shit Poppin' (Do It)») з Byron Thomas і «Кращий реп-альбом» (за «T. I. vs. T. I. P»).

### 2008— Paper Trail
Після кількох перенесень дати релізу, 6-й альбом «Paper Trail», вийшов 30 вересня 2008 року. Для цього альбому T. I. вперше за кілька років записував текст на папері, що знайшло відбиття у назві альбому. Більшу частину матеріалу T. I. записав у себе вдома на студії, бо був під домашнім арештом через події 2007 року. Продюсери альбому — Danja, Just Blaze, Jim Jonsin, Swizz Beatz; гостями виступили Jay-Z, Ліл Уейн, Каньє Вест, Ріанна, Джастін Тімберлейк, Ашер, Джон Ледженд, Ludacris, B. o.B і Swizz Beatz. Синглами вийшли пісні «Whatever You Like» (рекордний підйом з 71-го на 1-е місце в чарті Billboard Hot 100), «Live Your Life» за участю Ріанни (3 тижні № 1 в чарті Billboard Hot 100) і «Dead and Gone» за участю Джастіна Тімберлейка (№ 2 в чарті Billboard Hot 100). Альбом став одним із найпродаваніших у 2008 році і отримав платиновий сертифікат RIAA. За результатами продажів він побив рекорд його ж альбому «King». Також альбом отримав номінацію від премії American Music Awards 2009 року: «Кращий реп/хіп-хоп альбом», а сам Кліффорд був номінований в номінації «Кращий реп/хіп-хоп виконавець» і отримав номінацію в загальній категорії жанрів музики — «Кращий поп/рок виконавець».

### 2010— No Mercy
«No Mercy» (7-й студійний альбом) спочатку був запланований до виходу в серпні, а потім вересні 2010 року. Остаточний реліз відбувся 7 грудня 2010 року. Продажі альбому стартували з позначки 159 000 копій (4-е місце списку Billboard 200). Альбом був добре прийнятий критикою. До роботи над платівкою були залучені різні продюсери, серед яких значаться Каньє Уест, Alex da Kid, DJ Toomp, The Neptunes та інші. Як і в попередньому альбомі репера, «No Mercy» може похвалитися великою кількістю запрошених гостей. Серед них Крістіна Агілера, Кері Хилсон, Кріс Браун, Емінем, Каньє Вест, Дрейк, Рік Росс, Кід Каді та інші.
1 січня 2012 року в 00:00 за часом в Атланті T. I. випустив безкоштовний мікстейп, який називається «Fuck Da City Up». Серед гостей на микстейпе були присутні Young Jeezy, Dr. Dre, Trey Songz, B. o.B, Pimp C та інші.

## Дискографія
Студійні альбоми
- I'm Serious (2001)
- Trap Muzik (2003)
- Urban Legend (2004)
- King (2006)
- T.I. vs. T.I.P. (2007)
- Paper Trail (2008)
- No Mercy (2010)
- Trouble Man: Heavy Is the Head (2012)
- Paperwork (2014)
- Dime Trap (2018)
- The L.I.B.R.A. (2020)
- Kill the King (2023)

Спільні альбоми
- 25 to Life (з PSC) (2005)
- Bankroll Mafia (з Bankroll Mafia) (2016)

## Фільмографія
| Рік       |   | Українська назва             | Оригінальна назва    | Роль         |
| --------- | - | ---------------------------- | -------------------- | ------------ |
| 2006      | ф | ATL                          | ATL                  | Рашад        |
| 2007      | ф | Гангстер                     | American Gangster    | Стіві Лукас  |
| 2010      | ф | Хапали                       | Takers               | Мара         |
| 2012      | з | Босс                         | Boss                 | Трей Роджерс |
| 2012—2014 | з | Леді-одиначки                | Single Ladies        | Люк          |
| 2013      | ф | Піймай шахрайку, якщо зможеш | Identity Thief       | Джуліан      |
| 2014      | з | Обитель брехні               | House of Lies        | Лукас Фрей   |
| 2015      | ф | Тримайся                     | Get Hard             | Раселл       |
| 2015      | ф | Людина-мураха                | Ant-Man              | Дейв         |
| 2015      | ф | Антураж                      | Entourage            | самого себе  |
| 2017      | ф | Безсонна ніч                 | Sleepless            | Шон Кас      |
| 2017      | ф | Кристал                      | Krystal              | Вилли        |
| 2018      | ф | Людина-мураха та Оса         | Ant-Man and The Wasp | Дейв         |
| 2020      | ф | Мисливець на монстрів        | Monster Hunter       | Лінк         |

## Нотатки
Репер виконував одну з своїх пісень в іграх Need For Speed: Most Wanted і Need For Speed: Underground.